# Церковь Святого Августина (Манила)
Церковь святого Августина (филипп. Simbahan ng San Agustin, исп. Santuario Arquidiocesano de Nuestra Señora de la Consolación y Correa / Iglesia de San Agustín, англ. San Agustin Church) — старейшая существующая церковь на Филиппинах.  Расположена в Интрамуросе, историческом центре филиппинской столицы Манила.

## История
Построена в 1586-1607 гг. В 1993 году эта церковь августинцев стала одной из четырёх филиппинских церквей, построенных в период испанского колониального правления, которые были объявлены объектом Всемирного наследия ЮНЕСКО под названием «Церкви Филиппин в стиле барокко». В 1976 году правительство Филиппин придало церкви статус национального исторического памятника архитектуры.